# Narodni park jezera Mburo
Narodni park jezera Mburo je narodni park v okrožju Nyabushozi v okrožju Kiruhura v Ugandi.ref name=":0">»Lake Mburo National Park«. New Vision. Pridobljeno 24. januarja 2023.</ref>

## Lokacija
Narodni park jezera Mburo je v okrožju Kiruhura v zahodni regiji Ugande, približno 30 km vzhodno od Mbarare in približno 240 km po cesti zahodno od Kampale.

## Zgodovina
Jezero Mburo je bilo leta 1933 prvotno zavarovano kot nadzorovano lovišče in leta 1963 nadgrajeno v rezervat za divjad. Regijo so naselili pastirji Banyankole Bahima, ki tradicionalno redijo govedo Ankole in še vedno to počnejo. Prebivalci so še naprej pasli živino v rezervatu, kar so obsojali zahodni naravovarstveniki, ki so jih leta 1981 poimenovali 'vsiljivci', vendar so bili izgnani z njihove zemlje, potem ko je bil leta 1983 rezervat nadgrajen v status narodnega parka, kot so upali nekateri na zahodu. Odločitev vlade Oboteja o nadgradnji je bila delno namenjena oslabitvi Banyankolov, ki so podpirali upornike proti Oboteju. Prišlo je v času operacije Bonanza pokola 300.000 ljudi med ugandsko državljansko vojno. Ker izseljeni pastirji niso prejeli nadomestila za izgubljeno pašno zemljo ali pomoči pri ponovni naselitvi, so mnogi ostali sovražni do nadgradnje. Pašniki zunaj parka so bili nato razdeljeni na manjša območja in parcele za samooskrbno kmetovanje.
Leta 1985 je padel drugi režim Oboteja in prejšnji prebivalci jezera Mburo so ponovno zasedli ozemlje parka, izgnali osebje parka, uničili infrastrukturo in pobili divje živali. Manj kot polovico prvotne površine parka je leta 1986 ponovno objavila vlada nacionalnega odporniškega gibanja.
V parku so še vedno kulturno pomembne lokacije, kot je Rubanga, kjer so nekoč žrtvovali bogovom; Ruroko je kraj, kjer je živel napol mitski Bachwezi, Kigarama pa je bil kraj, kjer so bivali kraljevi služabniki.

## Divje živali
V parku živijo zebra, povodni konj, impala, svinja bradavičarka, navadni eland, kafrski bivol in več kot 300 vrst ptic. Plenilci so lahko lev, leopard, hijene, genete, afriška cibetovka, šakali in servali, od leta 2015 pa obstaja populacija Rothschildove žirafe. Zavarovano območje je IUCN leta 2005 obravnaval kot »enoto za ohranitev levov«, kljub temu, da levov tu ni več. Leve so domorodci uničili v 1980-ih, vendar so bila v začetku leta 2015 poročila o enem samem levu, ki je taval na območjih Miriti, Kashara, Warukiri in Rwonyo. Ker se je lokalnim prebivalcem to zdelo problematično, je bila ponujena rešitev premestitev leva v živalski vrt. Istočasno je vodstvo parka predlagalo zamisel o ponovni naselitvi levov v park. Lev, ki je taval po tem območju, je nazadnje napadel in poškodoval tri ljudi, zaradi česar je velika množica razjarjene skupnosti lovila žival s kamni in palicami. Ugandski urad za divje živali se je odločil, da žival ubije, saj je bila skupnost jezna in je situacija postala nevarna. Domneva se, da se je preselil iz lovskega rezervata Kagera v Tanzaniji.
Težava, s katero se soočajo pašniki v parku, so spremembe habitata, ki se pojavljajo skozi čas. Večina območij, ki so bila prej travniki v parku, se je spremenila v grmičevje ali gozd, saj je ta območja kolonizirala invazivna domorodna grmičasta drevesna vrsta Acacia hockii. Akacija pa varuje druge grmovne in drevesne vrste, ki rastejo hitreje in debelejše. To pogozdovanje sili živali na okoliške ranče in zasebna zemljišča, zaradi česar imajo kot škodljivce. Uganda je ta območja poskušala organizirati v nadzorovana lovna območja za šport, vendar se lastniki zemljišč pritožujejo, da se denar, ki ga to ustvari, porabi za skupnostne projekte, kot so šole, zdravstveni centri in ceste, namesto da bi obravnavali posamezne izzive, ki so posledica problematičnih živali. Nabava bagra za upravljanje habitatov, različni režimi požarov v naravi, ograje, premeščanje odvečnih živali, gojenje prostoživečih živali za lovsko industrijo, skupnostni turizem, licenciranje več podjetij za športni lov in povečanje kvot bi to lahko ublažili; lokalna skupnost sme izruvati akacijo za kurjavo, vendar se je to izkazalo za neučinkovito. Zlasti hijene in divjad se štejejo za problematične živali.
<gallrey>
File:Mpala found at Lake Mburo National park.png|Impala v narodnem parku jezera Mburo
File:Rothschild Giraffe.png|Rothschildova žirafa v narodnem parku Lake Mburo
File:Impalas sleeping at night in Lake Mburo National Park.jpg|Impale ponoči spijo v narodnem jezera Mburo
</gallrey>